# Óscar Arpón
 (octobre 2014).
Si vous disposez d'ouvrages ou d'articles de référence ou si vous connaissez des sites web de qualité traitant du thème abordé ici, merci de compléter l'article en donnant les références utiles à sa vérifiabilité et en les liant à la section « Notes et références ».
Óscar Arpón Ochoa, né le 9 avril 1975 à Calahorra (La Rioja, Espagne), est un footballeur espagnol.

## Biographie
Óscar Arpón se forme à La Masia, le centre de formation du FC Barcelone. Il débute avec l'équipe première du Barça au cours de la saison 1994-1995 lors d'un match au stade de Riazor face au Deportivo La Corogne (défaite 1 à 0).
En 1995, il est recruté par le Real Betis.
En 1996, il rejoint le Racing de Santander où il joue pendant trois saisons.
En 1999, il signe avec le RCD Majorque.
En 2000, il rejoint l'Osasuna.

## Palmarès
Avec le RCD Majorque :
- Vainqueur de la Supercoupe d'Espagne en 1998